# Big E
Ettore Ewen (n. 1 martie 1986) este un wrestler profesionist american, care lucrează pentru WWE, sub numele de Big E. În prezent, apare doar în alte categorii decât cele de wrestling din cauza unei fracturi cervicale pe care a suferit-o în martie 2022. Big E a fost campion WWE după ce a încasat valiza Money in the Bank împotriva lui Bobby Lashley. De-a lungul carierei sale, Ewen a câștigat Campionatul Intercontinental din WWE precum și Campionatele în Perechi din WWE mai multe ocazii, împreună cu colegii săi din The New Day, Xavier Woods și Kofi Kingston. În plus, în timpul în teritoriul de dezvoltare al WWE, Florida Championship Wrestling, a reușit să câștige Campionatele în Perechi din FCW alături de Calvin Raines și Campionatul din NXT.

## În Wrestling
- Manevre de final
  - Big Ending, (Peste umăr cutter) - 2009-prezent
- Miscari semnatura
  - E Train (corp Plin bloc)[1]
  - Booty-to-Booty(Burta-la-belly suplex)
  - Mai multe lovituri de genunchi
  - Running delayed splash[2]

## Campionate și realizări
- World Wrestling Entertainment
  - WWE (Raw) Tag Team Championship (2 ori)[a] – cu Kofi Kingston și Xavier Woods[3]
  - WWE Intercontinental Championship (2 ori)[4]
  - WWE SmackDown Tag Team Championship (6 ori) – cu Kofi Kingston și Xavier Woods[b]
  - WWE SmackDown Tag Team Championship Tournament (2018)
  - Money in the Bank (2021)
- WWE NXT
  - NXT Championship (1 dată)
- Florida Championship Wrestling
  - Florida Tag Team Championship (1 dată) - cu Calvin Raines